# Aeroportul La Araucanía
Aeroportul La Araucanía (IATA: ZCO, ICAO: SCQP) este un aeroport din Regiunea La Araucanía, Chile ce deservește zona Temuco. Aeroportul a fost tranzitat în 2022 de 459.942 de pasageri.
Situat la o altitudine de 98 m, aeroportul dispune de 1 pistă.

## Infrastructură

### Piste
Aeroportul dispune de o singură pistă. Pista 01/19 are suprafața de asfalt. 